# Mădrevo
Mădrevo (bulgariska: Мъдрево) är ett distrikt i Bulgarien.   Det ligger i kommunen Obsjtina Kubrat och regionen Razgrad, i den nordöstra delen av landet, 290 km öster om huvudstaden Sofia.